# Aerarium militare
El ærarium militare fue una tesorería militar de la Roma imperial. Fue creada en el año 6 d. C. por Augusto, el primer emperador romano, como « una renta fija y perpetua, » para financiar las pensiones de los veteranos del ejército romano imperial (praemia militiae). Desapareció probablemente durante el segundo o tercer cuarto del siglo III.
Este fondo especial usó para su financiación nuevos impuestos sobre los derechos de sucesión y una tasa sobre la ventas, y regularizó disposiciones ad hoc para los veteranos que, bajo la República, recibían tierras de su general sobre los bienes públicos. Para supervisarlos, augusto designó tres praefecti aerarii militaris de entre los expretores.

## La «problemática» de los veteranos
La profesionalización del ejército durante la República creaba un nuevo « problema », el de los veteranos. Antes esta profesionalización, los ciudadanos servían un corto tiempo en el ejército para enfrentar una amenaza específica o para llevar campañas estacionales, luego retornaban a sus ocupaciones normales. La primera solución al problema de los veteranos en la República tardía fue la de instalarlos en asentamientos sobre los nuevos territorios conquistados, o sobre tierras pretendidas públicas en Italia. Pero eso es utilizado de hecho a finales personales por el aristocracia. La redistribución de tierras por jefes militares tales que Mario, y después de los triunviros Pompeyo, Craso y Julio César, generó suspicacia entre los ordines superiores, siendo vista como una medida populista a favor de los rangos inferiores de la sociedad. Esta prestación financiada por el Estado permitió redirigir la lealtad del veterano hacia su general inmediato antes que hacia el Estado romano.
El biografía imperial y el historiador Suetonio ven el aerarium militare como una respuesta a la incertidumbre de los militares jubilados en la necesidad lo que podría inducirlos a sostener un golpe de Estado o de fomentar disturbios,,.

## La instauración de la tesorería
Bajo Augusto, las subvenciones monetarias reemplazaron las redistribuciones de tierras con la instauración de esta tesorería en el año 6 d. C. Esta iniciativa de Augusto fue acogida primeramente con hostilidad. Inicialmente, fue dotado con 170 millones de sestercios procedentes de los propios fondos del emperador, así como de las contribuciones voluntarias de los reinos y de las ciudades clientes.
Augusto incluyó el aerarium militare entre los logros en sus Res Gestae Divi Augusti, una autobiografía conmemorativa publicada a título póstumo en todo el Imperio.

## La financiación de la tesorería
El importe inicial depositado por Augusto era insuficiente y, después de haber solicitado a los senadores mejoras de la financiación, estas fueron rechazadas, por lo cual Augusto creó nuevos impuestos para financiar este fondo especial. Las clases superiores se quejaron de los nuevos impuestos pero preferían la instauración de esta tesorería a las redistribuciones de tierras a los veteranos. Pierre Cosme opina antes que Augusto rechazó las proposiciones senatoriales así como los donativos de particulares, que habrían podido estar intentando crearse una clientela entre los veteranos, e impuso sus propias ideas después de haber pedido al Senado para guardar las apariencias.
Un derecho sobre las sucesiones del 5% (vicesima hereditatium) fue instaurada, Augusto afirmaba haber encontrado este proyecto entre los papeles de su padre adoptivo, Julio César. Las herencias dejadas a las miembros de la familia inmediata del difunto estaban exentas, para animar la natalidad, al igual que los bienes puntuados con un valor inferior a un piso.
Otra fuente de ingresos fiscales fue un impuesto del 1% sobre las mercancías subastadas (centesima rerum venalium), que Pierre Cosme relaciona con un de impuesto del 4% sobre las subastas en el año 7, que se añade al 1% consecuencia de las guerras civiles.

## El importe de la prima
Un soldado ganaba un praemium único o una prestación en el tiempo después de haber terminado su servicio, de dieciséis años en la guardia prétoriana, veinte años en las legiones,y veinticinco en los auxilia y veintiséis en las flotas. Al finalizar el reinado de Augusto, la pensión era de 20 000 sestercios para un pretoriano y 12 000 sestercios para un legionario. Pierre Cosme indica que Augusto hace pasar la duración de servicio de veinte a veinticinco años para los legionarios y de doce a dieciséis para los pretorianos.
En el primer siglo, la pensión de un legionario representaba aproximadamente doce años de salario. Este praemium permaneció estable hasta el reinado de Caracalla, al principio del siglo III, cuando pasó a ser de 12 000 sestercios para un legionario y un importe más elevado, mas no conocido precisamente, para un pretoriano.
Cuando la tesorería está dotada de un importe insuficiente, el emperador podía evitar pagar pensiones por una extensión arbitraria de la duración del servicio militar, en una forma de retención forzosa o de «política stop-loss ».

## La localización de la tesorería
Esta tesorería militar estaba localizado, tal vez, en el Capitolio en  época de Néron, lo que está atestiguado por un diploma militar de 65. Es también posible que la caja física estuviese custodiada en el templo de la Concordia. Es difícil de saber si fue un almacén físico que contenía los ingresos fiscales o un despacho para transacciones en papel.

## La administración de la tesorería
Esta tesorería estaba administrada por tres prefectos, los praefecti aerarii militaris, que son antiguos pretores inicialmente designados por sorteo por un período de tres años. Más tarde, fueron nombrados directamente por el emperador, desde época de  Claudio,. Sus funciones precisas no son claras, aunque se sabe que no estuvieron encargados de la recaudación de impuestos. Sirvieron principalmente para asegurar la gestión y la seguridad financiera. Cada prefecto senatorial tenía a su disposición dos lictores y un cierto número de escribas y otros auxiliares administrativos, pero los prefectos nombrados por el emperador no han de tener lictor.

## Lista no exhaustiva de prefectos
- Cayo Estertinio Máximo, antes de ser cónsul suffectus en 23.[20]
- Publio Vitelio, tío del futuro emperador Aulo Vitelio, nombrado por Tiberio en 31, poco antes su ejecución por su implicación en el complot de Sejano.[20]
- Quinto Aurelio Pactumeyo Frontón, nombrado por Vespasiano hacia 76-78 antes de ser cónsul sustituto en 80.[20]
- Tiberio Julio Celso Polemeano, nombrado por Domitien hacia 85-87 antes de ser cónsul sustituto el año 92.[20]
- Plinio el Joven, nombrado por Domiciano, de 94 a 96/97 antes de ser cónsul sustituto en 100.[15][21]
- Galeón Tetieno Petroniano, nombrado por Nerva hacia 97-99 antes de ser cónsul sustituto en 102 o 103.[20]
- Lucio Catilio Severo, nombrado por Trajano, probablemente de 105 a 107 antes sus consulados de 110 (sustituto) y 120 (ordinario).[20]
- Marco Egrilio Plariano, nombrado por Adriano, de 123 a 125 antes de ser cónsul sustituto en 143 o 144.[20]
- Lucio Octavio Cornelio, nombrado por Antonino Pío de 140/141 a 142/143 antes de ser cónsul ordianrio en 148.[20]
- Lucio Neracio Próculo, nombrado por Antonino Pío entre 140 y 146 antes de ser cónsul sustituto en144 o 148.[20]
- Sexto Pedio Hirruto Lucilio Polio, nombrado por Antonino Pío entre 150 y 160 antes de ser cónsul sustituto en 158 o 161.[20]
- Tiberio Julio Frugi, nombrado por Marco Aurelio hacia 175 a 177 antes de ser cónsul sustituto probablemente en 178.[20]
- Cayo Sabucio Mayor Ceciliano, nombrado por Marco Aurelio de 178 a 180 antes de ser cónsul sustituto probablemente en 186.[20]
- Lucio Fabio Cilón, cercano de Septimio Severo, nombrado por Cómodo hacia 187 a 189 antes sus consulados de 193 (sustituto) y 204 (ordinario).[20]
- Cayo Pomponio Basso Terenciano, nombrado por Cómodo hacia 190 a 192 antes de ser cónsul sustituto probablemente en 193.[20]
- Sexto Vario Marcelo, padre del futuro emperador Heliogábalo y sobrino por alianza de Septimio Severo, nombrado por este último entre 207 y 210.[20]
- Lucio Annio Itálico Honorato, nombrado por Caracalla antes de ser cónsul sustituto probablemente hacia 219.[20]
- Publio Julio Juniano Martialiano, nombrado por Heliogábalo antes de ser cónsul sustituto probablemente en 227.[20]

## La desaparición de la tesorería
Se ignora la fecha de desaparición de la aerarium militare. Los últimos prefectos cuyos años de servicio son datados precisamente son del reinado de Héliogabalo, entre 218 y 222. No obstante, puede que otra jefatura este datada hacia mediados del siglo III.